# 튀르크 키프로스 자치 정부
튀르크 키프로스 자치 정부(튀르키예어: Otonom Kıbrıs Türk Yönetimi, 영어: Autonomous Turkish Cypriot Administration)는 1974년 터키의 키프로스 침공 직후 터키계 키프로스인의 주도로 세워진 명목 상의 정부로, 현재 북키프로스의 전신이다.

## 정치
자치 정부 최초의 "집행위원회"는 1974년 8월 24일 취임하였지만, 자치 정부는 공식적으로 같은 해 10월 1일 수립하였다. 수립의 이유는 "섬의 급격한 사회적 변화가 정치에 반영되며 필요성이 생겼기 때문"이었다. 집행위원회는 10월 8일 최초의 터키계 키프로스 내각으로 교체되었다. 자치 정부는 12월 20일까지 북키프로스를 비상사태로 유지했다.
자치 정부는 공식적으로 키프로스 공화국의 자치주로, 키프로스의 헌법을 적용받는다. 대통령 라우프 뎅크타슈의 공식 칭호는 "부통령 및 튀르크 키프로스 자치 정부의 대통령"으로, 부통령은 키프로스 공화국의 부통령을 의미한다. 의회 구성원들도 파포스구 등 남쪽에 있는 지역구의 대표직을 계속 유지했다.
수립 3달 후 자치 정부는 요구에 따라 에너지부, 계획 및 합동부, 난민 및 재정착부, 관광부 4개 부를 신설했다.
자치 정부의 활동은 영토에 주둔하고 있는 군대에 의해 방해받았다. 자치 정부가 공식적으로 출범하지 않았던 8월 30일 파마구스타와 니코시아 사이에는 바리케이트 17개가 있었다고 전해진다.

## 경제
자치 정부는 파마구스타 항구의 세관을 재정비하여 1974년 9월 6일 열었다. 초기에는 키프로스 파운드가 화폐로 쓰였지만 키프로스 중앙 은행과의 연결이 끊겨 재정적 어려움이 발생해, 이후 튀르키예 리라로 교체하였다. 당시 팀부 공항이라고 불리던 에르칸 국제공항은 인가된 항공편을 운행하였으며 귤 75,000톤이 수출되었다. 폐쇄된 관광 시설을 다시 개방하려는 노력도 이루어졌으며, 1974년 11월까지 호텔 9곳이 재개장하였다. 터키항공의 도움을 받아 키프로스 터키 항공이 설립되어 1975년 1월부터 터키로의 비행을 시작하였다.
자치 정부는 터키로부터 행정적 및 경제적 도움을 받았다 터키의 지라아트 은행이 북키프로스의 중앙 은행 역할을 했으며, 우편이나 전화는 터키를 통해 이어졌다. 그리스계 키프로스인들이 남기고 간 농장과 가축은 경제로 "통합"되었으며, 파마구스타와 모르푸에는 국영 농장이 생겼다. 북키프로스 지역의 공장 100개 이상이 공영 기업에 합병되었다.

## 사회
자치 정부는 키프로스 침공에 참여했던 터키 군인들에게 튀르크 키프로스 시민권을 취득하여 북키프로스에 정착할 수 있게 하였다. 남쪽에서 추방되어 올라온 터키계 사람들의 재정착도 감독하였다.
터키는 농부 5000명을 키프로스섬에 정착시켜 그리스계 키프로스인 소유였던 버려진 시골 지방 재산을 갖게끔 하겠다는 계획을 발표했고, 그리스와 그리스계 키프로스는 터키가 의도적으로 키프로스의 인구 구성을 변화시킨다고 비난했다.